# Edmond Rubbens
Edmond Rubbens, né à Zele, le 15 janvier 1894 et mort à Zele le 27 avril 1938, est un député, ministre du Travail, de la Prévoyance sociale et des Colonies belge pendant la période de l'entre-deux-guerres. 

## Biographie
Edmond Maria Joachim Rubbens, né à Zele, le 15 janvier 1894, est le fils d'Armand Rubbens, médecin et bourgmestre de Zele, et d'Eugénie Schicks. Il se marie le 25 novembre 1919 à Malines avec Marie Céline Brusselmans qui lui donne dix enfants.
Il fait des études secondaires chez les Jésuites au Collège Sainte-Barbe de Gand et au Collège de la Sainte-Vierge à Termonde. Il obtient le diplôme de docteur en sciences politiques et sociales à l'Université catholique de Louvain. Il complète sa formation d'universitaire avec un diplôme de docteur en droit obtenu en 1927 alors qu'il est déjà député à la Chambre des représentants.
Durant la Première Guerre mondiale, il est secrétaire du Comité de secours et d'alimentation de Zele.
Il commence une carrière académique comme professeur des écoles sociales catholiques de Louvain et de Bruxelles. 
Il s'engage ensuite dans une carrière politique. Il est élu député du parti catholique en 1921 dans l'arrondissement de Termonde en le reste jusqu'à son décès. Il s'engage dans le Mouvement ouvrier chrétien (MOC) et comme orateur aux semaines sociales flamandes. Il est un collaborateur respecté du Standaard. En 1927, Rubbens devient président de la Confédération des syndicats chrétiens (CSC). De 1928 à 1929, il est président de l'Union catholique belge.
En 1934, il est nommé ministre du Travail et de la Prévoyance Sociale dans le Gouvernement Theunis II. Dès mars 1935, il reçoit le portefeuille des Colonies dans les gouvernements Van Zeeland I, Van Zeeland II et Janson. Comme ministre des Colonies, il assainit les finances de la colonie qui sont restées grevées par le Krach boursier de 1929 et mène à bonne fin la coordination des transports publics au sein de l'Office d'exploitation de transports coloniaux (Otraco). Au niveau de l'emploi des langues, il généralise le bilinguisme français-néerlandais au niveau de l'enseignement et de l'administration au Congo. 
Il a été le cofondateur du Katholieke Vlaamsche Volkspartij (KVV, 1936) et a publié un certain nombre d'ouvrages sur Édouard Ducpetiaux, les dangers du nationalisme, la vie estudiantine flamande et sur l'industrie dentellière.
À la suite de son décès dû à une affection cardiaque le 27 avril 1938 à Zele, il reçoit des funérailles officielles avec les honneurs militaires le 2 mai 1938 et est inhumé au cimetière de Zele.

## Hommages et distinctions
On trouve une « Minister Edmond Rubbenslaan » (avenue Edmond Rubbens) à Zele.
Les distinctions suivantes lui ont été décernées :
- Commandeur de l'ordre de Léopold en 1938 à titre posthume (Belgique).
- Grand-croix de l'ordre d'Orange-Nassau (Pays-Bas).
- Grand-croix de l'ordre du Christ (Portugal).
- Grand-croix de l'ordre de l'Étoile noire (France/Bénin).
- Grand-croix de l'ordre du Nichan el Alouar (France).

## Sources
- Ressource relative à plusieurs domaines :   - ODIS
- Notices d'autorité :   - VIAF
  - ISNI
  - BnF (données)
  - Belgique
  - Pays-Bas
- descriptif dans ODIS